# ソロモン・リーヴィ
ソロモン・リーヴィ（Solomon Levey、1794年（1793年とも） - 1833年）は、窃盗の罪で1815年にオーストラリアへ流刑で送られたユダヤ系イングランド人の囚人で、後に商人、金融業者として大きな成功を収め、一時はニューサウスウェールズで自身が発行する独自の銀行券を流通させるほどになっていた。

## 概要
1813年10月に、窃盗の共犯として、本人が否認したまま有罪判決を受けて7年間の流刑となり、1815年1月にシドニーに到着し、すぐさま事業を興した。1819年に赦免されたが、そのままニューサウスウェールズで事業を続けた。
1825年以降は、ダニエル・クーパーと組んで、様々な事業を多角的に展開した。1826年以降は、ロンドンに居を移し、クーパーとの共同事業のイギリスにおける責任者となった。
ソロモンは、西オーストラリアのスワン川植民地の支援者でもあったが、その開発が失敗したことで大きな損失を被った。彼はまた、慈善活動家としても著名であった。

## 家族
リーヴィのニューサウスウェールズにおける成功は、親族の多くが移住する契機となった。弟のバーネットは、ユダヤ系の男性としては、オーストラリアへ渡った最初の自由移民であった。もう一人の弟アイザック (Isaac) は、一時はシドニー・ヘブライ・コングリゲーション (the Sydney Hebrew Congregation) の会長を務めた。
ソロモン・リーヴィは、赦免された直後の1819年2月8日にアン・ロバーツ (Ann Roberts) と結婚し、同年末には息子ジョン・リーヴィ＝ロバーツ (John Levey-Roberts) が生まれ、次いで1822年には娘も生まれたがこちらは夭折した。その後、アンは不倫の末に家族を捨てて駆け落ちした挙句、1824年に死去してしまうが、ソロモンは一生再婚しなかった。

## 残されたもの
ニュージーランド・カンタベリー地方のバンクス半島にあるポート・レヴィは、この地域に交易のための船を派遣したソロモン・リーヴィに因んで命名されている。